# Карл Штолльброк
Карл Штолльброк (нім. Karl Stollbrock; 7 серпня 1897, Лукау — 14 травня 1984, Вісбаден) — німецький офіцер, оберст вермахту.

## Біографія
Учасник Першої світової війни. Після демобілізації армії залишений в рейхсвері. З 1 вересня 1939 по 1 липня 1941 року — командир 2-го мотоциклетного батальйону, з 1 жовтня 1941 по 20 лютого 1944 року — вищого унтерофіцерського училища в Штернберзі, з 24 квітня 1944 року — 73-го, з 1 червня — 74-го, з 23 вересня — 67-го танково-гренадерського, з 7 жовтня — 40-го авіаційного єгерського, з 17 жовтня — 67-го, з 29 жовтня 1944 по 28 січня 1945 року — 9-го танково-гренадерського полку. З 19 березня по 4 квітня пройшов курс командира дивізії. З 4 квітня по 8 травня 1945 року — командир 2-ї танкової дивізії.

## Звання
- Лейтенант (27 липня 1916)
- Оберлейтенант (1 квітня 1925)
- Ротмістр (1 лютого 1933)
- Майор (1 серпня 1936)
- Оберстлейтенант (1 серпня 1939)
- Оберст (1 лютого 1942)

## Нагороди
- Залізний хрест 2-го і 1-го класу
- Почесний хрест ветерана війни з мечами
- Медаль «За вислугу років у Вермахті» 4-го, 3-го і 2-го класу (18 років)
- Застібка до Залізного хреста
  - 2-го класу (27 вересня 1939)
  - 1-го класу (20 жовтня 1939)
- Нагрудний знак «За поранення» в сріблі (2 серпня 1940)
- Хрест Воєнних заслуг
  - 2-го класу з мечами (1 вересня 1942)
  - 1-го класу з мечами (30 січня 1944)